# Медвежья Поляна
Медвежья Поляна — село в Большемурашкинском районе Нижегородской области. Входит в состав Холязинского сельсовета.

## География
Находится на расстоянии приблизительно 10 километров по прямой на юго-запад от посёлка Большое Мурашкино, административного центра района.

## История
Село известно с XIX века, статус села с 1909 года после постройки каменной церкви с колокольней. Ныне имеет характер сельского населённого пункта с населением преимущественно пожилого возраста, в летнее время также проживают дачники и дети родственников постоянных жителей села.

## Население
Постоянное население в 2002 году составляло 48 человек (из них русские — 100 %), в 2010 году — 39 человек.